# Huta Bagasan (Bandar Pasir Mandoge)
Huta Bagasan is een bestuurslaag in het regentschap Asahan van de provincie Noord-Sumatra, Indonesië. Huta Bagasan telt 4872 inwoners (volkstelling 2010).